# Mohammadali Garaji
Mohammadali Garaji (pers. محمدعلی گرایی; ur. 2 maja 1994) – irański zapaśnik walczący w stylu klasycznym. Olimpijczyk z Tokio 2020, gdzie zajął piąte miejsce w kategorii 77 kg. Złoty medalista mistrzostw świata w 2024 i brązowy w 2017, 2019 i 2021 roku. 
Zwycięzca igrzysk azjatyckich w 2018. Wicemistrz Azji w 2015 i 2018; trzeci w 2019. Triumfator igrzysk wojskowych w 2015. Trzeci w Pucharze Świata w 2015; 2017 i na wojskowych MŚ w 2016. Wygrał Igrzyska Solidarności Islamskiej w 2017 roku.